# Epholca
Epholca es un género de polilla de la familia Geometridae, descrita por primera vez por David Stephen Fletcher en 1979 y se puede encontrar distribuido en Asia.

## Especies
El género Ecleroa contiene tres especies reconocidas: 
- Epholca arenosa (Butler, 1878)
- Epholca auratilis (Prout, 1934)
- Epholca fractisriga (Alphéraky, 1892)